# 포기보텀

포기보텀

포기보텀(Foggy Bottom)은 미국 워싱턴 D.C.의 한 지구이다. 조지 워싱턴 대학교의 캠퍼스와 주미국 멕시코 대사관이 각각 위치해 있다.